# Società Sportiva Juventus Stabia 1987-1988
Questa voce raccoglie le informazioni riguardanti la Società Sportiva Juve Stabia nelle competizioni ufficiali della stagione 1987-1988.

## Stagione
Nella stagione 1987-1988 la Juve Stabia è giunta al 12º posto nel campionato di Serie C2, girone D. In 34 partite disputate, compie 10 vittorie, 10 pareggi e 14 sconfitte per un totale di 30 punti.
In Coppa Italia Serie C viene eliminata nei sedicesimi di finale dalla Cavese (0-0 all'andata e sconfitta per 3-2 dopo i supplementaru al ritorno).

## Rosa
| N. |                   | Ruolo | Calciatore |
| -- | ----------------- | ----- | ---------- |
|    | Italia (bandiera) |       | Brugaletta |
|    | Italia (bandiera) | C     | Chiancone  |
|    | Italia (bandiera) |       | De Rosa    |
|    | Italia (bandiera) |       | Fabrizi    |
|    | Italia (bandiera) |       | Ferraro    |
|    | Italia (bandiera) |       | Francese   |
|    | Italia (bandiera) |       | Gardini    |
|    | Italia (bandiera) |       | Giumentaro |
|    | Italia (bandiera) |       | Izzo       |
|    | Italia (bandiera) |       | Mancini    |

| N. |                   | Ruolo | Calciatore |
| -- | ----------------- | ----- | ---------- |
|    | Italia (bandiera) |       | Nencioni   |
|    | Italia (bandiera) |       | Leccese    |
|    | Italia (bandiera) |       | Liguori    |
|    | Italia (bandiera) |       | Oliva      |
|    | Italia (bandiera) |       | Palermo    |
|    | Italia (bandiera) |       | Paone      |
|    | Italia (bandiera) |       | Principe   |
|    | Italia (bandiera) |       | Saviano    |
|    | Italia (bandiera) |       | Scioletti  |
|    | Italia (bandiera) |       | Tortelli   |

## Risultati

### Campionato

#### Girone di andata
| 20 settembre 1987 1ª giornata | Afragolese | 1 – 0 | Juventus Stabia |  |

| 27 settembre 1987 2ª giornata | Juventus Stabia | 2 – 0 | Kroton |  |

| Arbitro: | Salerno (Acireale) |

|              |           |  |
| D'Isidoro 8’ | Marcatori |  |

| 11 ottobre 1987 4ª giornata | Juventus Stabia | 2 – 0 | Atletico Catania |  |

| 18 ottobre 1987 5ª giornata | Trapani | 2 – 0 | Juventus Stabia |  |

| 25 ottobre 1987 6ª giornata | Juventus Stabia | 0 – 0 | Sorrento |  |

| 1º novembre 1987 7ª giornata | Benevento | 0 – 1 | Juventus Stabia |  |

| 8 novembre 1987 8ª giornata | Juventus Stabia | 3 – 1 | Cavese |  |

| 15 novembre 1987 9ª giornata | Palermo | 1 – 0 | Juventus Stabia |  |

| 22 novembre 1987 10ª giornata | Juventus Stabia | 1 – 1 | Vigor Lamezia |  |

| 29 novembre 1987 11ª giornata | Turris | 2 – 0 | Juventus Stabia |  |

| 6 dicembre 1987 12ª giornata | Juventus Stabia | 1 – 1 | Ercolanese |  |

| 13 dicembre 1987 13ª giornata | Latina | 2 – 3 | Juventus Stabia |  |

| 20 dicembre 1987 14ª giornata | Juventus Stabia | 2 – 3 | Giarre |  |

| 3 gennaio 1988 15ª giornata | Juventus Stabia | 3 – 0 | Pro Cisterna |  |

| 10 gennaio 1988 16ª giornata | Siracusa | 1 – 0 | Juventus Stabia |  |

| 17 gennaio 1988 17ª giornata | Juventus Stabia | 0 – 0 | Valdiano 85 |  |

#### Girone di ritorno
| 24 gennaio 1988 18ª giornata | Juventus Stabia | 2 – 0 | Afragolese |  |

| 31 gennaio 1988 19ª giornata | Kroton | 1 – 0 | Juventus Stabia |  |

| Castellammare di Stabia 7 febbraio 1988 20ª giornata | Juventus Stabia     | 0 – 0 | Nola | Stadio Romeo Menti (2 000 spett.)\| Arbitro: \| Di Pilato (Bergamo) \| |
| Arbitro:                                             | Di Pilato (Bergamo) |       |      |                                                                        |

| 21 febbraio 1988 21ª giornata | Atletico Catania | 0 – 0 | Juventus Stabia |  |

| 28 febbraio 1988 22ª giornata | Juventus Stabia | 1 – 0 | Trapani |  |

| 6 marzo 1988 23ª giornata | Sorrento | 0 – 0 | Juventus Stabia |  |

| 13 marzo 1988 24ª giornata | Juventus Stabia | 0 – 0 | Benevento |  |

| 20 marzo 1988 25ª giornata | Cavese | 0 – 2 | Juventus Stabia |  |

| 2 aprile 1988 26ª giornata | Juventus Stabia | 1 – 1 | Palermo |  |

| 10 aprile 1988 27ª giornata | Vigor Lamezia | 1 – 0 | Juventus Stabia |  |

| 17 aprile 1988 28ª giornata | Juventus Stabia | 0 – 1 | Turris |  |

| 24 aprile 1988 29ª giornata | Ercolanese | 1 – 0 | Juventus Stabia |  |

| 8 maggio 1988 30ª giornata | Juventus Stabia | 1 – 0 | Latina |  |

| 15 maggio 1988 31ª giornata | Giarre | 1 – 0 | Juventus Stabia |  |

| 22 maggio 1988 32ª giornata | Pro Cisterna | 0 – 0 | Juventus Stabia |  |

| 29 maggio 1988 33ª giornata | Juventus Stabia | 0 – 0 | Siracusa |  |

| 5 giugno 1988 34ª giornata | Valdiano 85 | 3 – 2 | Juventus Stabia |  |

### Coppa Italia Serie C

#### Fase a gironi
NB: Nella fase a gironi, in caso di parità, venivano tirati i calci di rigore. La squadra che vinceva si aggiudicava 1 punto in più in classifica.
| 1987 1ª giornata                             | Juventus Stabia      | 0 – 0 | Salernitana |  |
| \| \| \| \| \| \| Tiri di rigore 3 – 1 \| \| |                      |       |             |  |
|                                              |                      |       |             |  |
|                                              | Tiri di rigore 3 – 1 |       |             |  |

| 1987 2ª giornata | Juventus Stabia | 1 – 0 | Valdiano 85 |  |

| 1987 3ª giornata                             | Sorrento             | 0 – 0 | Juventus Stabia |  |
| \| \| \| \| \| \| Tiri di rigore 2 – 3 \| \| |                      |       |                 |  |
|                                              |                      |       |                 |  |
|                                              | Tiri di rigore 2 – 3 |       |                 |  |

| 1987 4ª giornata                             | Salernitana          | 1 – 1 | Juventus Stabia |  |
| \| \| \| \| \| \| Tiri di rigore 5 – 4 \| \| |                      |       |                 |  |
|                                              |                      |       |                 |  |
|                                              | Tiri di rigore 5 – 4 |       |                 |  |

| 1987 5ª giornata | Valdiano 85 | 0 – 1 | Juventus Stabia |  |

| 1987 6ª giornata | Juventus Stabia | 5 – 0 | Sorrento |  |

#### Fase a eliminazione diretta
| 16 dicembre 1987 Sedicesimi di finale - andata | Juventus Stabia | 0 – 0 | Cavese |  |

| 6 gennaio 1988 Sedicesimi di finale - ritorno | Cavese | 2 – 3 (d.t.s.) | Juventus Stabia |  |